# تيري إيتيم
تيرينس لي «تيري» إيتيم (بالإنجليزية: Terence Lee "Terry" Etim؛ مواليد 11 يناير 1986) هو مُقاتل فنون قتالية مختلطة إنجليزي.

## وصلات خارجية
لا توجد روابط لمواقع التواصل الاجتماعي.

- تيري إيتيم على موقع يو إف سي (الإنجليزية)
- تيري إيتيم على موقع بيلاتور (الإنجليزية)
- تيري إيتيم على موقع شيردوغ (الإنجليزية)
- تيري إيتيم على موقع Tapology.com (الإنجليزية)
- تيري إيتيم على موقع IMDb (الإنجليزية)
- تيري إيتيم على موقع قاعدة بيانات الفيلم (الإنجليزية)